# Piz de la Lumbreida
Piz de la Lumbreida är en bergstopp i Schweiz.   Den ligger i regionen Moesa och kantonen Graubünden, i den sydöstra delen av landet, 150 km öster om huvudstaden Bern. Toppen på Piz de la Lumbreida är 2 983 meter över havet, eller 561 meter över den omgivande terrängen. Bredden vid basen är 5,1 km.
Terrängen runt Piz de la Lumbreida är huvudsakligen bergig. Runt Piz de la Lumbreida är det mycket glesbefolkat, med 7 invånare per kvadratkilometer.. Närmaste större samhälle är Mesocco, 10,1 km söder om Piz de la Lumbreida. 
Trakten runt Piz de la Lumbreida består i huvudsak av gräsmarker.